# Stanisław Szanter
Stanisław Szanter (1910–1991) – polski socjolog, etnolog i publicysta, autor książki Socjologia kobiety. Był uczniem Jana Stanisława Bystronia. Przed wojną publikował w czasopismach wileńskich np. „Dzienniku Wileńskim” czy „Kurierze Wileńskim”.  Wielki wpływ wywarły na niego prace amerykańskiego antropologa Lewisa Henry'ego Morgana oraz niemieckiego filozofa Fryderyka Engelsa. Jeden z pierwszych i najbardziej znanych polskich działaczy na rzecz ruchu feministycznego pierwszej fali. Negatywnie ocenił ONZ-owski Międzynarodowy Rok Kobiet. 
Jego biogram został omyłkowo włączony do Słownika pracowników książki polskiej.

## Dzieła
- Żałobny dzień. W 75 rocznicę śmierci Adama Mickiewicza w: Nasz Przyjaciel: tygodnik polityczny dla miast i wiosek[9]
- Strzępy: wybór wierszy publikowanych (Wilno: nakładem Przyjaciół Autora, 1931, s. 48)
- Tydzień przeciwgruźliczy: druga strona medalu (pod pseudonimem S. Algi, Wilno: s. n. 1932, s. 2).
- Ostra Brama (Sonet) w: Nasz Przyjaciel: tygodnik polityczny dla miast i wiosek[10]
- Odrodzenie cywilizacji: Szkice o nowym ustroju świata wolnym od kryzysów, bezrobocia, wojen, ciemnoty i nędzy: Cz. 1: Likwidacja miast (Wilno: Drukarnia K. Lewkowicza, 1933, s. 26)
- Smutnej nauczycielce - ku pocieszeniu (Artykuł dyskusyjny) w: Kurier Wileński r. 12 nr 125 s. 5
- O istotną i życiową (a nie teoretyczno-biurową) reformę szkolnictwa: artykuły oraz wywiady z profesorami uniwersytetu (red. S. Szanter, Wilno: Skład Główny Związek Nauczycielstwa Polskiego, 1936, s. 23).[11]
- Wychowanie gospodyń trzeba przewietrzyć! w: Głos Szkoły Zawodowej: organ Stowarzyszenia Nauczycieli Szkół Zawodowych, marzec 1937[12][13]
- O pokój świata i braterstwo ludów (wespół z: Karol Osiecki, Wilno: s. n. 1938, s. 9)
- Socjologia kobiety (przedmowa Jan St. Bystroń, Warszawa: Wydawnictwo B. Kądziela, 1948, s. 452).
- Zastosowanie filmu w szkole zawodowej: (fragmenty artykułu) (Warszawa: Państwowe Wydawnictwo Szkolnictwa Zawodowego, 1952, s. 9).
- Socjologiczne błędy "Kanału" w: Ekran 1957, nr 19[14]
- O właściwe rozumienie kulturalnej misji antykwariatów w: Głos Księgarza 1957 nr 15[15]
- O skuteczną i masową popularyzację wiedzy w: Kultura i Życie 1958 nr 4 s. 12-13[16]
- Popularyzacja literatury pięknej. (Na marginesie Biblioteki „Ogoniak”) w: Kultura i Ty 1964 nr 11 s. 38-41.[17]
- [Wyjaśnienie do biografii] w: Nowe Książki 1973 nr 13 s. 75
- Cena „wiecznej kobiecości”. Miłość, małżeństwo, rodzina w: Tygodnik kulturalny 1978 nr 32 s. 14[18]
- Niedyskrecje z wagonu restauracyjnego. Kulisy Nagrody Nobla w: Tygodnik Demokratyczny 1987 12 s. 17[19]